# Свети Георги (Ежово)
Вижте пояснителната страница за други значения на Свети Георги.
„Свети Георги“ (на гръцки: Αγίου Γεωργίου) е православна църква в сярското село Ежово (Дафни), Гърция, част от Сярската и Нигритска епархия.
Църквата е гробищен храм, разположен в северния край на селото. Изградена е в 1926 година. В началото на XXI век е обновена и изписана. Към енорията принадлежат и параклисите „Свети Николай“ и „Рождество Богородично“ от XIX век, както и средновековният скален параклис „Света Марина“.